# Březová (Meziměstí)
Březová – wieś w Czechach, część miasta Meziměstí w kraju hradeckim, w okresie (powiecie) Náchod, w Sudetach Środkowych.
We wsi znajduje się przystanek kolejowy Březová u Broumova.

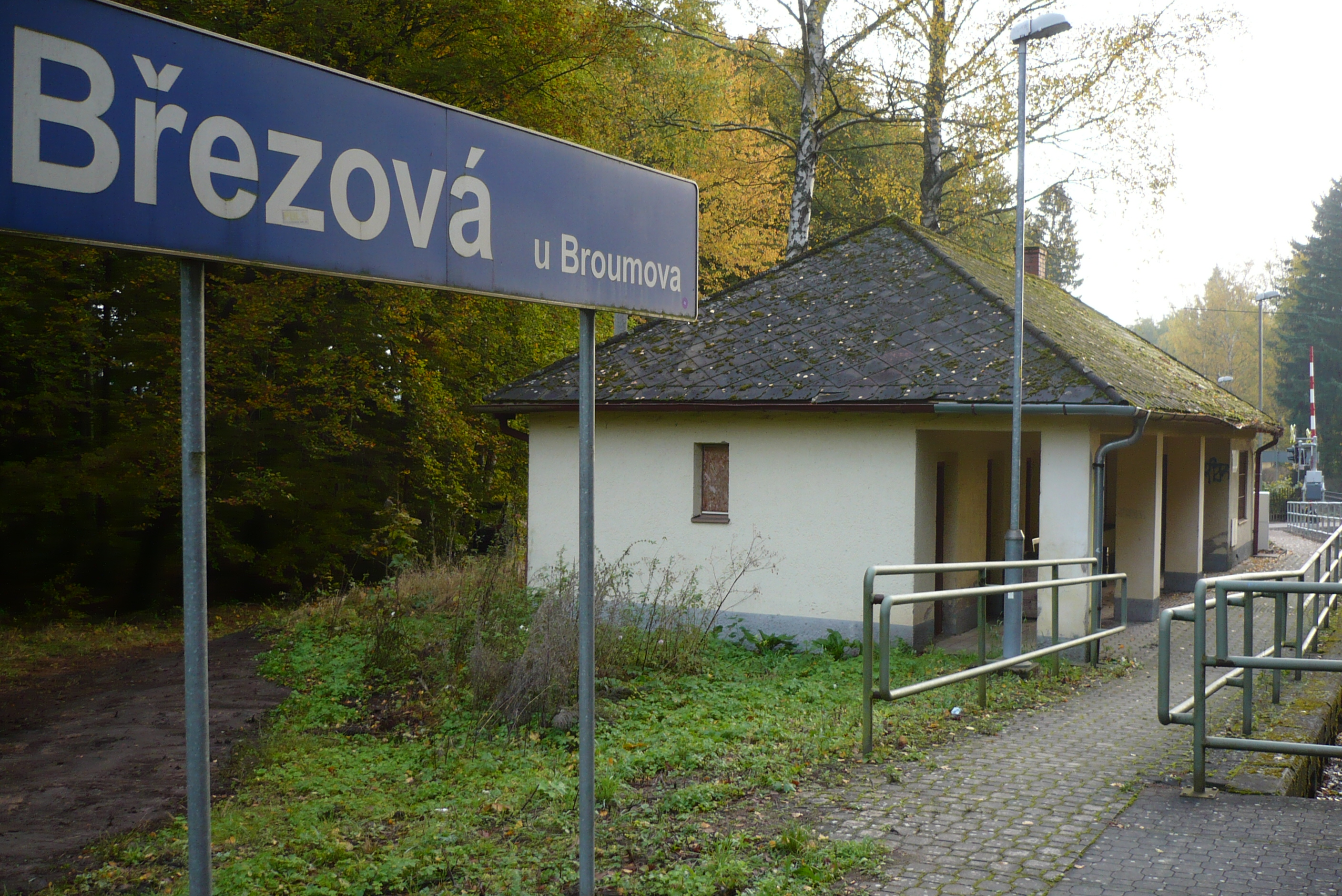
Przystanek
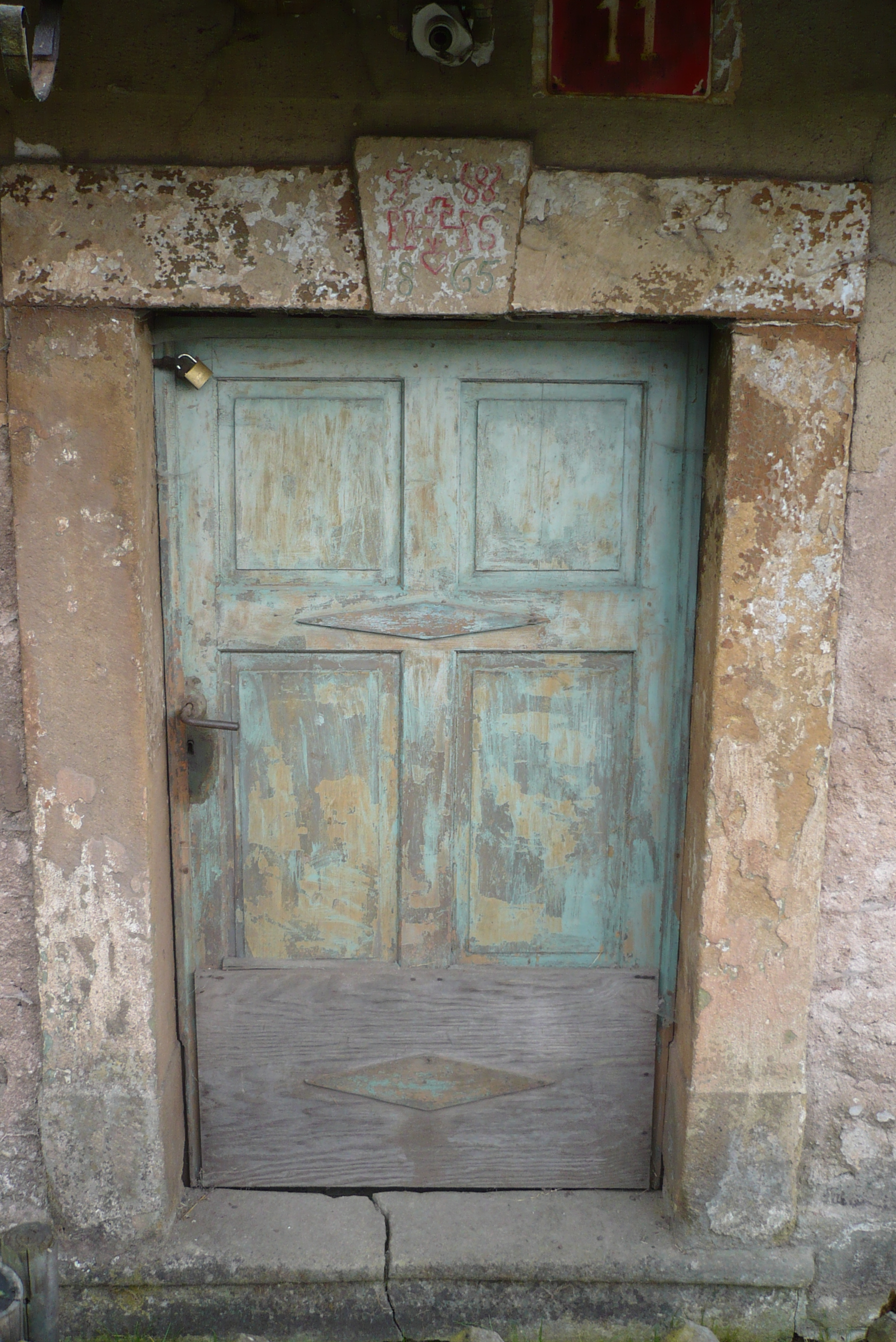
Portal z 1865